# Gashouse District
O Gashouse District ou Gas House District era uma área da borough de Manhattan, na Cidade de Nova Iorque, na qual havia enormes gasômetros ou, em inglês:  "gashouses". Os gasômetros foram construídos na metade do século XIX e permaneceram até meados do século XX. O distrito era limitado pela 14th Street (Rua 14), 27th Street (Rua 27), Third Avenue (Terceira Avenida) - da 18th Street (Rua 18) até a 23rd Street (Rua 23) - pela Park Avenue South (da 23rd até a 27th Street) e pelo Rio East.